# Rhus lamprocarpa
Rhus lamprocarpa är en sumakväxtart som beskrevs av Merrill & Perry. Rhus lamprocarpa ingår i släktet sumaker, och familjen sumakväxter. Inga underarter finns listade i Catalogue of Life.